# José Santiago Hernández
José Santiago Hernández García (n. Guadalajara, Jalisco, México; 1 de mayo de 1997) (conocido como Pepe Hernández) es un futbolista mexicano que juega como guardameta en el Querétaro F. C. de la Liga MX. 

## Trayectoria

### Atlas Fútbol Club

#### Fuerzas básicas
Ingresó a las fuerzas básicas del Atlas en el año 2007, comenzando en las categorías inferiores del equipo. En noviembre de 2015, fue visoriado por Gustavo Costas, donde lo invitó a realizar pretemporada de cara al Clausura 2016.

#### Primer equipo
Debuta como profesional en la Copa MX el 20 de enero de 2016 ante el Deportivo Tepic.
Debutó en el máximo circuito el 30 de marzo del 2018 en la Jornada 13 del Clausura 2018 frente al Santos Laguna en la victoria de su equipo de 3-2.

## Selección nacional

### Selección absoluta
El 27 de septiembre de 2019, tras sus buenas actuaciones con el Atlas, fue convocado por Gerardo Martino para el partido amistoso contra Trinidad y Tobago.
Fue llamado a la lista de 23 jugadores, para la Liga de Naciones de la Concacaf 2019-20.

### Participaciones en selección nacional
| Copa                           | Categoría | Sede     | Resultado  |
| ------------------------------ | --------- | -------- | ---------- |
| Liga de Naciones Concacaf 2019 | Absoluta  | Concacaf | Disputando |

## Clubes

### Estadísticas
| Atlas de Guadalajara México                                                          |               |               |     |     |     |     |    |     |     |     |
| 1.ª                                                                                  |               |               |     |     |     |     |    |     |     |     |
| 2015-16                                                                              | 0             | 0             | 1   | -2  | 0   | 0   | 1  | -2  |     |     |
| 2017-18                                                                              | 5             | -4            | 2   | -2  | 0   | 0   | 7  | -6  |     |     |
| 2018-19                                                                              | 26            | -42           | 6   | -7  | 0   | 0   | 32 | -49 |     |     |
| Total club                                                                           | Total club    | 31            | -46 | 9   | -11 | 0   | 0  | 40  | -57 |     |
| Total carrera                                                                        | Total carrera | Total carrera | 31  | -46 | 9   | -11 | 0  | 0   | 40  | -57 |
| (1)Incluye datos de la Primera División de México (2)Incluye datos de la Copa México |               |               |     |     |     |     |    |     |     |     |

## Palmarés

### Títulos nacionales
| Título               | Club     | País   | Año     |
| -------------------- | -------- | ------ | ------- |
| Liga MX              | Atlas FC | México | 2021    |
| Liga MX              | Atlas FC | México | 2022    |
| Campeón de Campeones | Atlas FC | México | 2021-22 |